# Pinnawat Phonsawang
Pinnawat Phonsawang (thailändisch พิณณวัฒน์ ผลสว่าง; * 31. August 2005) ist ein thailändischer Fußballspieler.

## Karriere
Pinnawat Phonsawang erlernte das Fußballspielen in der Jugend vom Nakhon Ratchasima FC. Hier unterschrieb er Anfang August 2024 auch seinen ersten Profivertrag. Der Verein aus Nakhon Ratchasima spielt in der ersten Liga, der Thai League. Sein Erstligadebüt gab Phonsawang am 14. September 2024 (6. Spieltag) im Heimspiel gegen Bangkok United. Bei dem 1:1-Unentschieden wurde er in der 83. Minute für Supawit Romphopak eingewechselt.

## Sonstiges
Pinnawat Phonsawang ist der Zwillingsbruder von Peerapat Phonsawang.